# زمین‌لرزه ۱۹۳۵ دیگور
زمین‌لرزه دیگور  در تاریخ ۱ مه ۱۹۳۵ میلادی، برابر با ‎۱۰ اردیبهشت ۱۳۱۴، ساعت ۱۰:۲۴:۰۰ به زمان یوتی‌سی در ترکیه ، منطقه دیگور رخ داد. بزرگی آن ۶٫۱ در مقیاس ریشتر اعلام شده‌است. زمین‌لرزه به وقت محلی در روز چهارشنبه، ساعت ۱۲ روی داده و منطقه زمانی آن یوتی‌سی +۲ بوده‌است (با لحاظ تغییر ساعت تابستانی).
سازمان زمین‌شناسی آمریکا نیز جای این زمین‌لرزه را در مختصات ۳۹°۱۸′شمالی ۴۰°۳۶′شرقی / ۳۹٫۳°شمالی ۴۰٫۶°شرقی و بزرگی آنرا برابر با ۶٫۱ در مقیاس ریشتر اعلام کرده‌است.